# غذای علوفه‌ای

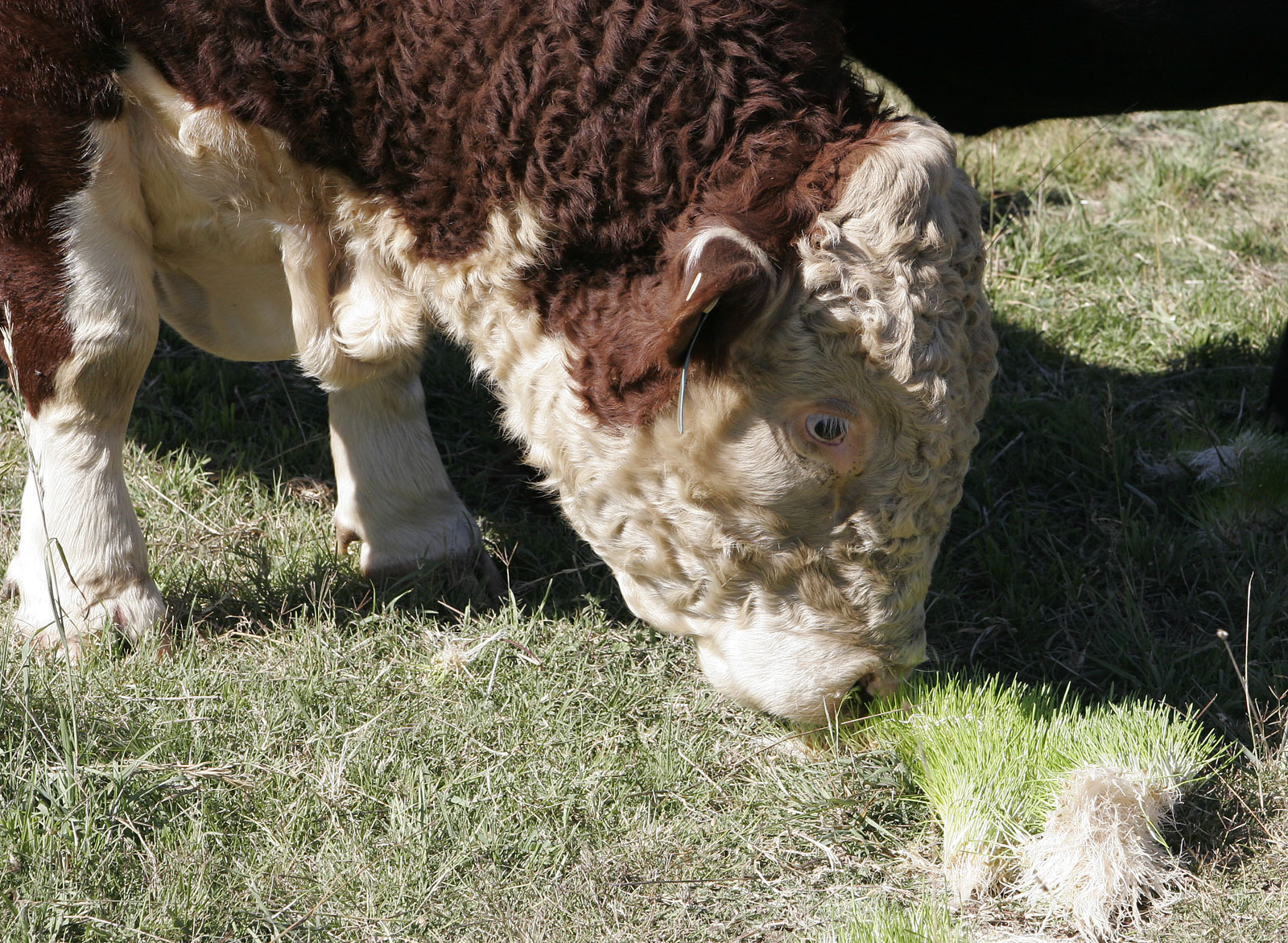
گاو نر در حال خوردن چمن

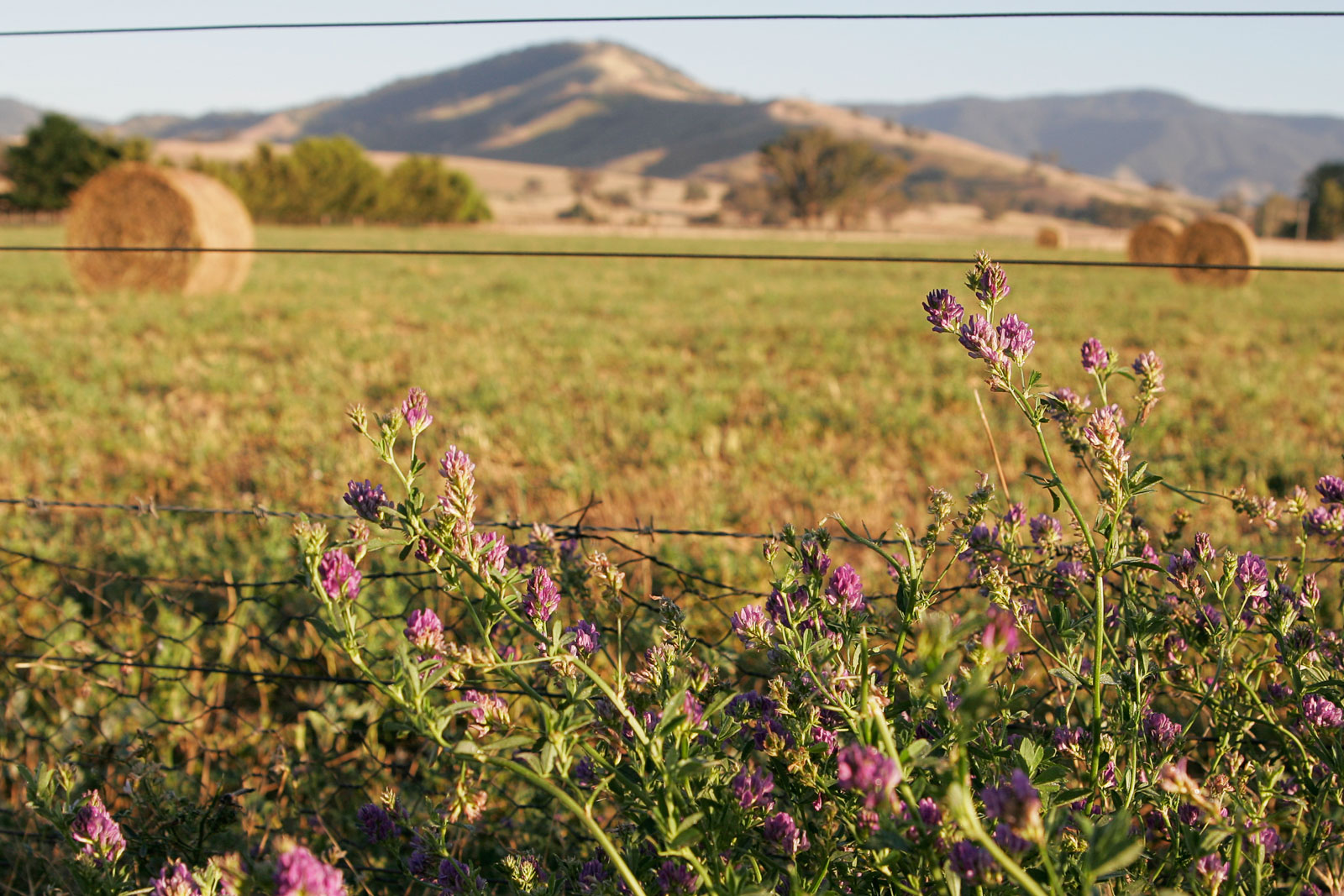
یونجه

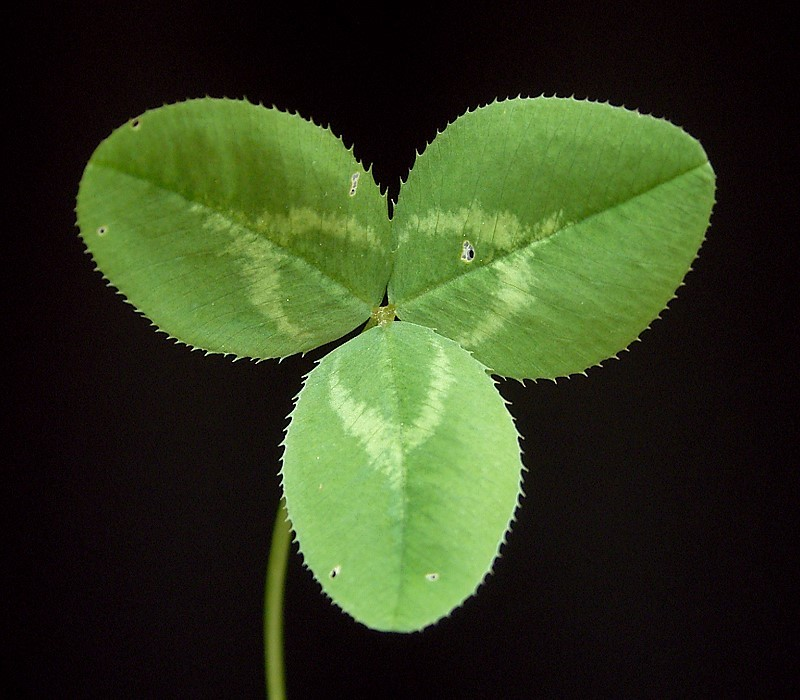
شبدر سفید

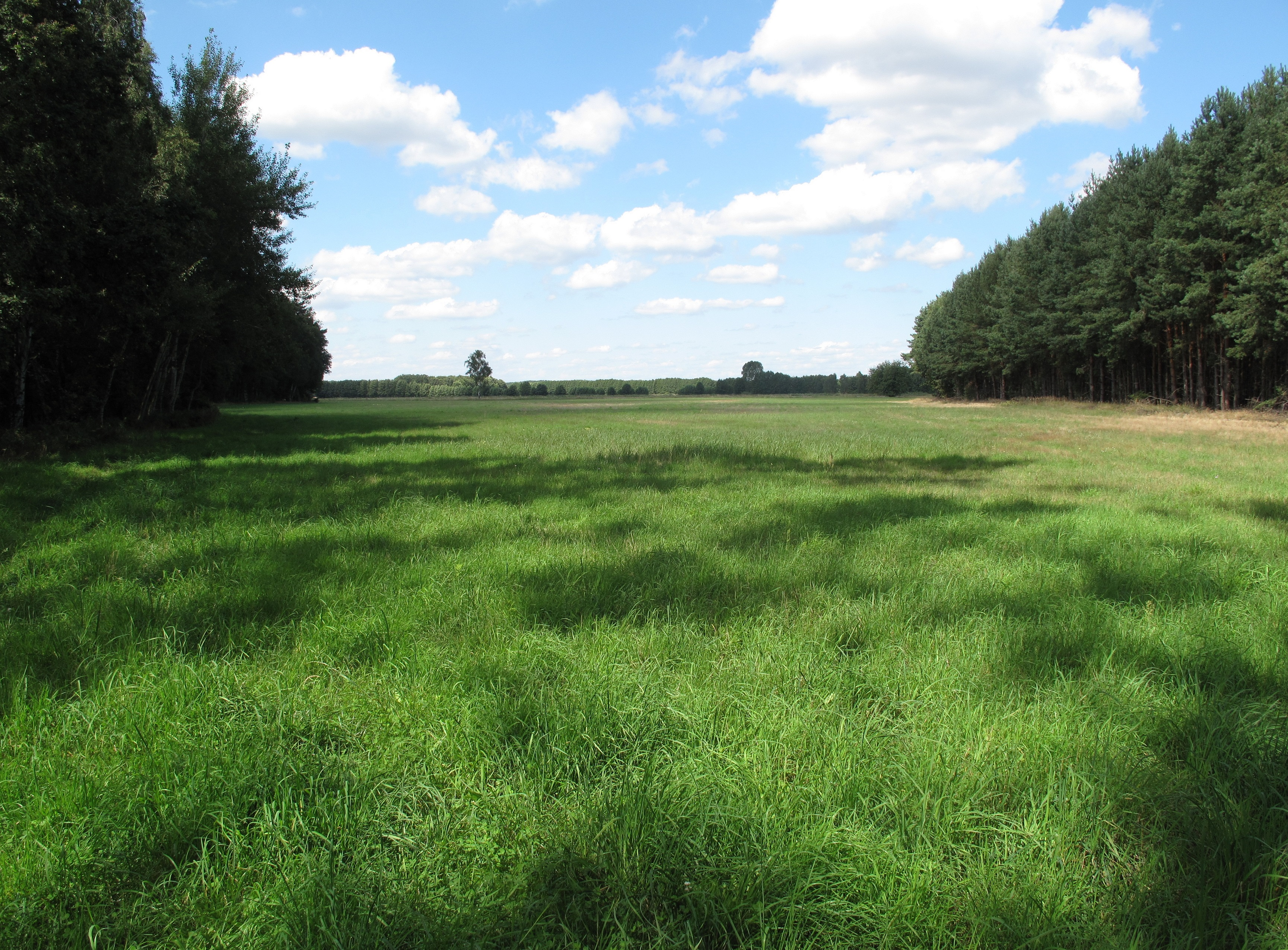
چچم پایدار

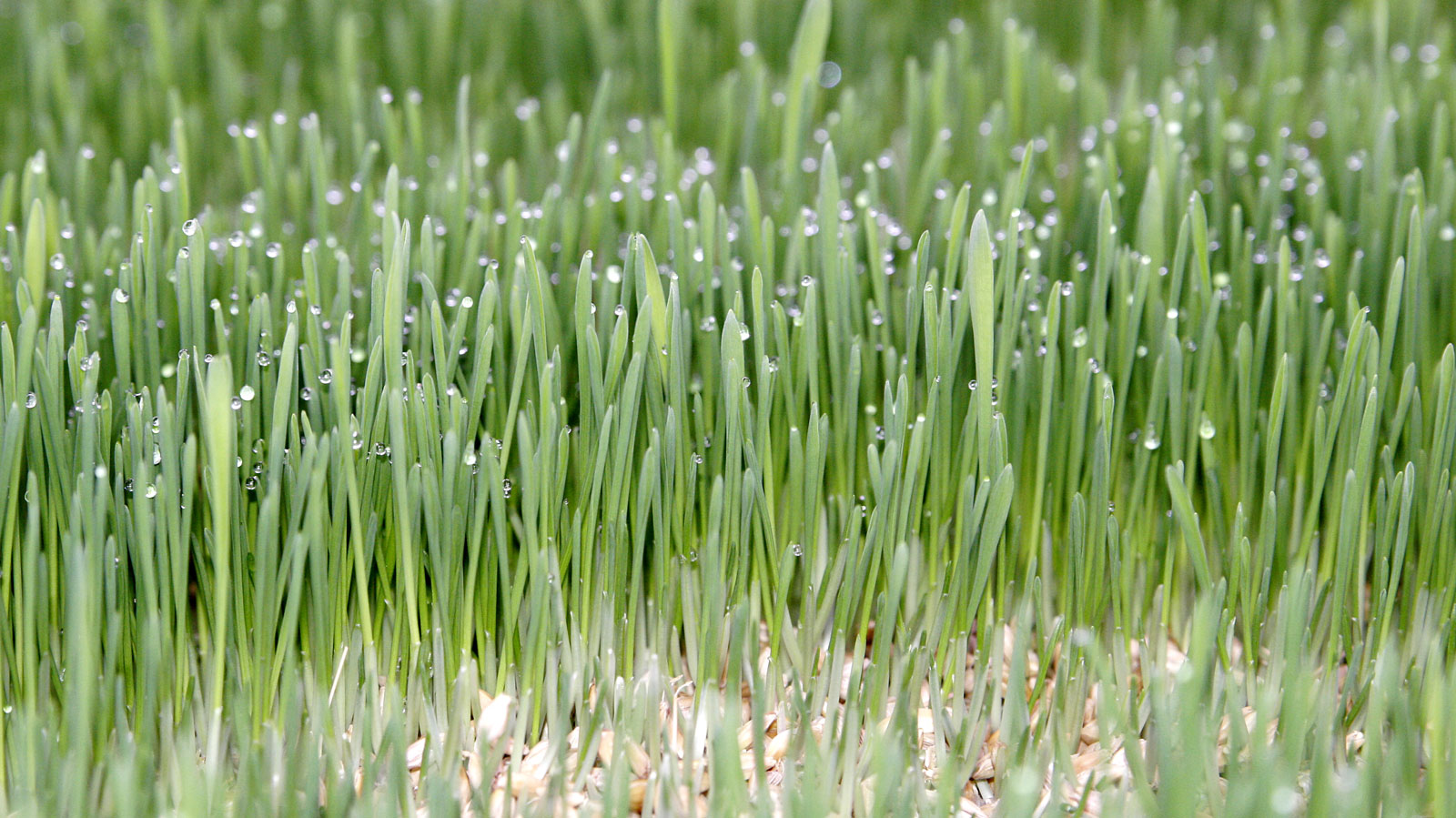
جو (گیاه) گاه به عنوان علوفه کاشته می‌شود

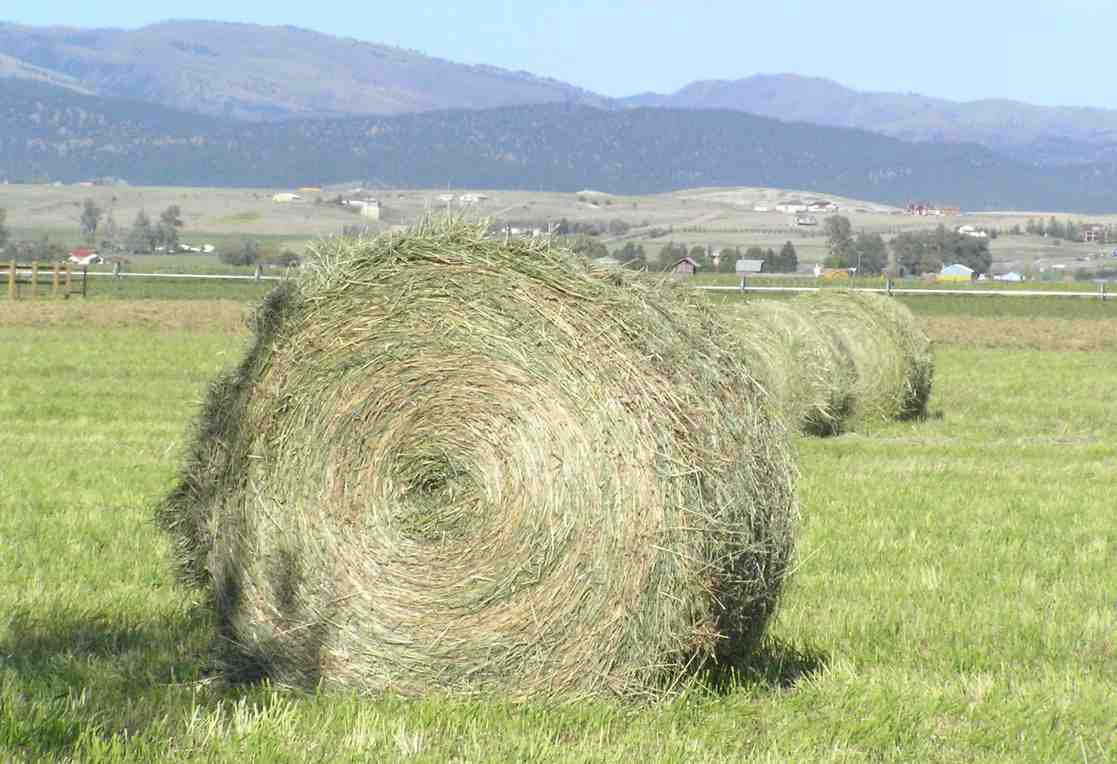
یونجه خشک

غذای علوفه‌ای (به انگلیسی: Fodder)، به مواد غذایی گفته می‌شود که به منظور تغذیه جانوران اهلی و دام کاشته می‌شود. غذای علوفه‌ای ممکن است دربرگیرنده مواد حبوبات نرم، ته‌مانده محصولات کشاورزی و خود محصولات کشاورزی تولیدشده به منظور تولید علوفه باشد.
علوفه جانوران حفاظت‌شده باید نرم باشد و از مواد علوفه‌ای برش‌داده شده به وجود می‌آید.

## تعریف
علوفه غذای چهارپایان، دام و نیز جانوران اهلی است که شامل تمامی گیاه با برگ، ساقه و دانه‌های آن مانند ذرت و سورگوم می‌باشد.

## مهم‌ترین محصولات علوفه‌ای
- علوفه هیدروپونیک
- یونجه
- شبدر

## فهرست برخی گیاهان علوفه‌ای
فهرست برخی گیاهان علوفه‌ای مورد استفاده برای تغذیه دام
- چچم پایدار با نام علمی(به انگلیسی: Lolium perenne) گونه‌ای از سرده چچم
- ارزن
- کاه
- تیره بقولات (به انگلیسی: Leguminosae)
- گروه یونجه (به انگلیسی: Medicago)

- یونجه معمولی با نام علمی (به انگلیسی: Medicago Sativa)
- یونجه سیاه با نام علمی (به انگلیسی: Medicago lupulina)
- گروه شبدر با نام علمی (به انگلیسی: Trifolium)

- شبدر قرمز با نام علمی (به انگلیسی: Trifolium pratense)
- شبدر سفید یا شبدر خزنده، نام علمی (به انگلیسی: Trifolium repens)
- برسیم( شبدر مصری)، نام علمی (به انگلیسی: Trifolium alexandrinum)
- شبدرهفت چین ایرانی(شبدر ایرانی)، نام علمی (به انگلیسی: Trifolium resupinatum)
- شبدر زیرزمینی، نام علمی (به انگلیسی: Trifolium subterraneum)
- شبدر دورگ با نام علمی (به انگلیسی: Trifolium hybridum)
- شبدر لاکی با نام علمی (به انگلیسی: Trifolium incarnatum)
که شبدر سرکشیده یا شبدر گل میخکی نیز خوانده می‌شود.
- یونجه زرد (گیاه) شبدر شیرین یا شاه‌افسر با نام علمی
(به انگلیسی: Melilotus officinalis)
- یونجه زرد هندی (به انگلیسی: Melilotus indicus)
- اسپرس (سرده) با نام علمی (به انگلیسی: Onobrichis sativa)
- گروه ماش و باقلا - ماشک (به انگلیسی: Vicia)

- ماشک معمولی با نام علمی (به انگلیسی: Vicia sativa)
- خانواده گندمیان

- شبه‌یولاف طلایی با نام علمی (به انگلیسی: Avena flavescens)
- علف بره (سرده) با نام علمی (به انگلیسی: Festuca)
- جو (گیاه) با نام علمی (به انگلیسی: Hordeum vulgare) گاه به عنوان علوفه کاشته می‌شود.